# Заболотье (Шекснинский район)
Заболотье — деревня в Шекснинском районе Вологодской области.
Входит в состав сельского поселения Ершовского, с точки зрения административно-территориального деления — в Ершовский сельсовет.
Расстояние по автодороге до районного центра Шексны — 37 км, до центра муниципального образования Ершово — 12 км. Ближайшие населённые пункты — Сосновка, Сологость, Фонино.
По данным переписи в 2002 году постоянного населения не было.